# Comté d'Adams (Nebraska)
Pour les articles homonymes, voir Comté d'Adams.
Le comté d'Adams est un comté situé dans l'État du Nebraska, aux États-Unis. En 2020, sa population est de 31 205 habitants. Son siège est Hastings.